# Solidarność (skała)
Solidarność – skała w miejscowości Rzędkowice w województwie śląskim, w powiecie zawierciańskim, w gminie Włodowice. Znajduje się na wschodnim krańcu grupy Skał Rzędkowickich. Pod względem geograficznym jest to obszar Wyżyny Mirowsko-Olsztyńskiej wchodzący w skład Wyżyny Częstochowskiej.
Jest to samotna skała w lesie. Zbudowana jest z wapieni, ma wysokość 12 m, ściany połogie, pionowe lub przewieszone. Są na niej takie formacje skalne jak; rysy, komin, filar, okap. Uprawiana jest na niej wspinaczka skalna. Wspinacze zaliczają ją do Sektora Solidarności. Poprowadzili na niej 17 dróg wspinaczkowych o trudności od II do VI.5 w skali Kurtyki. Niemal wszystkie mają zamontowane stałe punkty asekuracyjne w postaci ringów (r), spitów (s), stanowisk zjazdowych (st) lub ringu zjazdowego (rz).

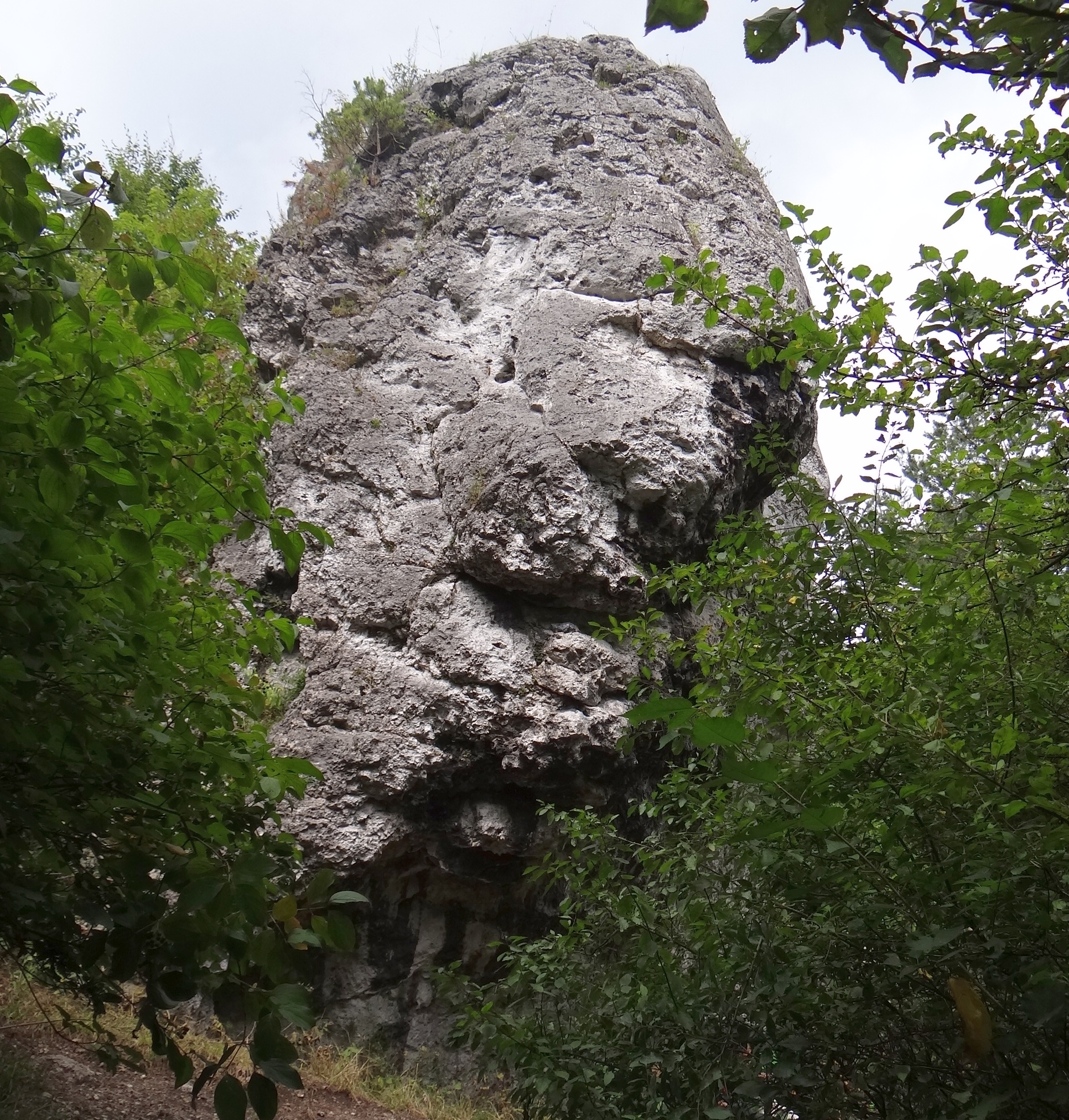
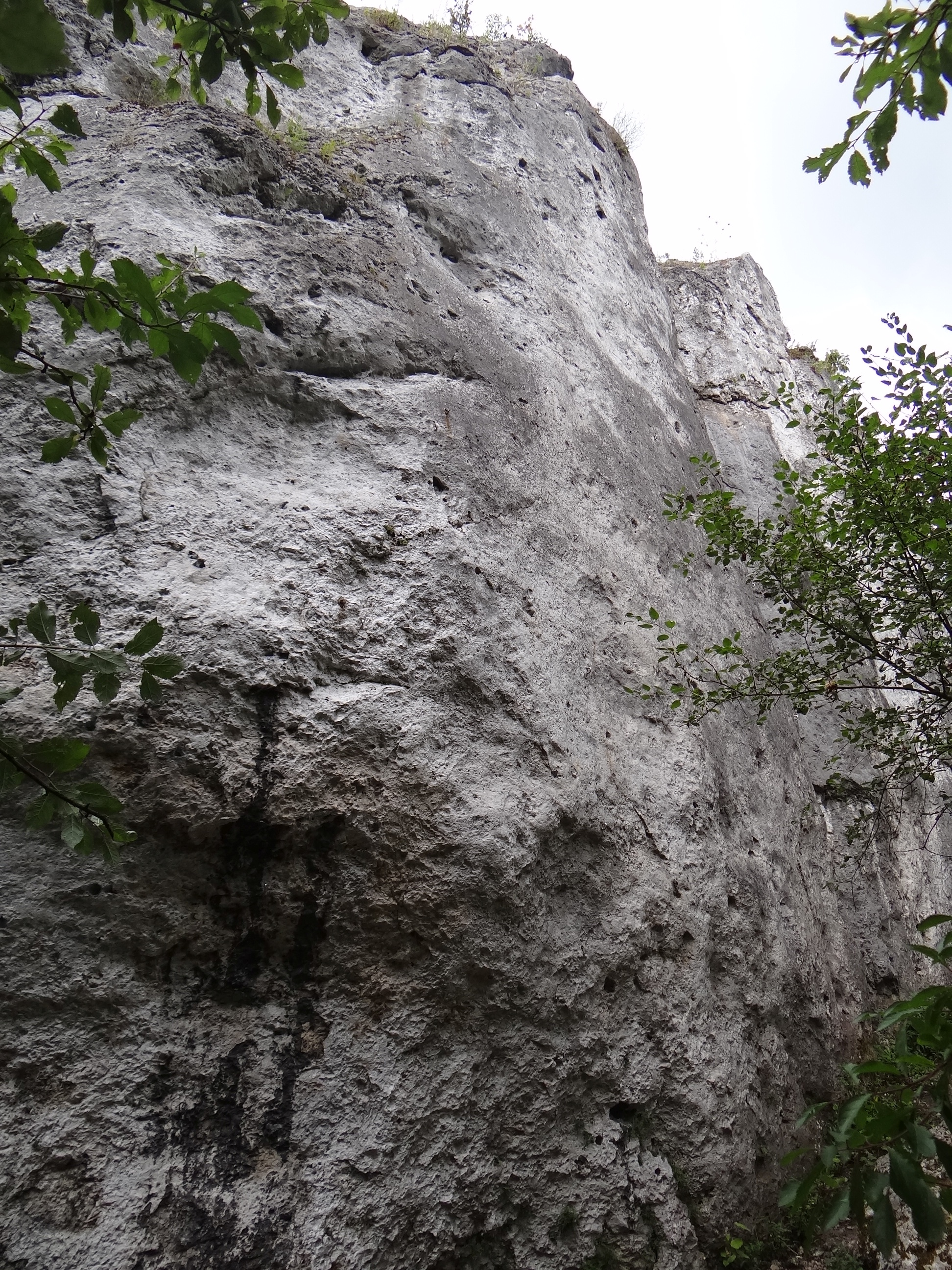
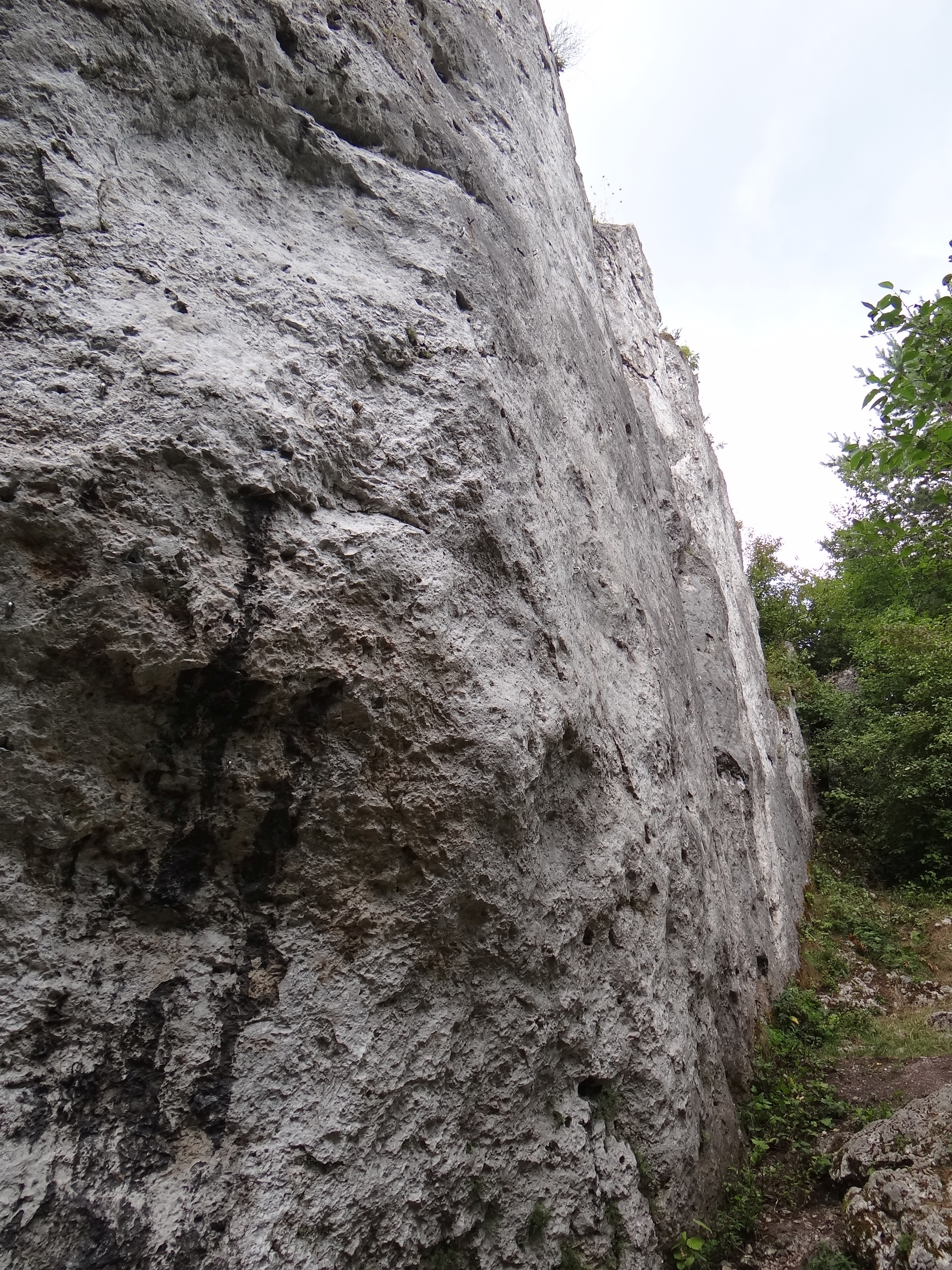
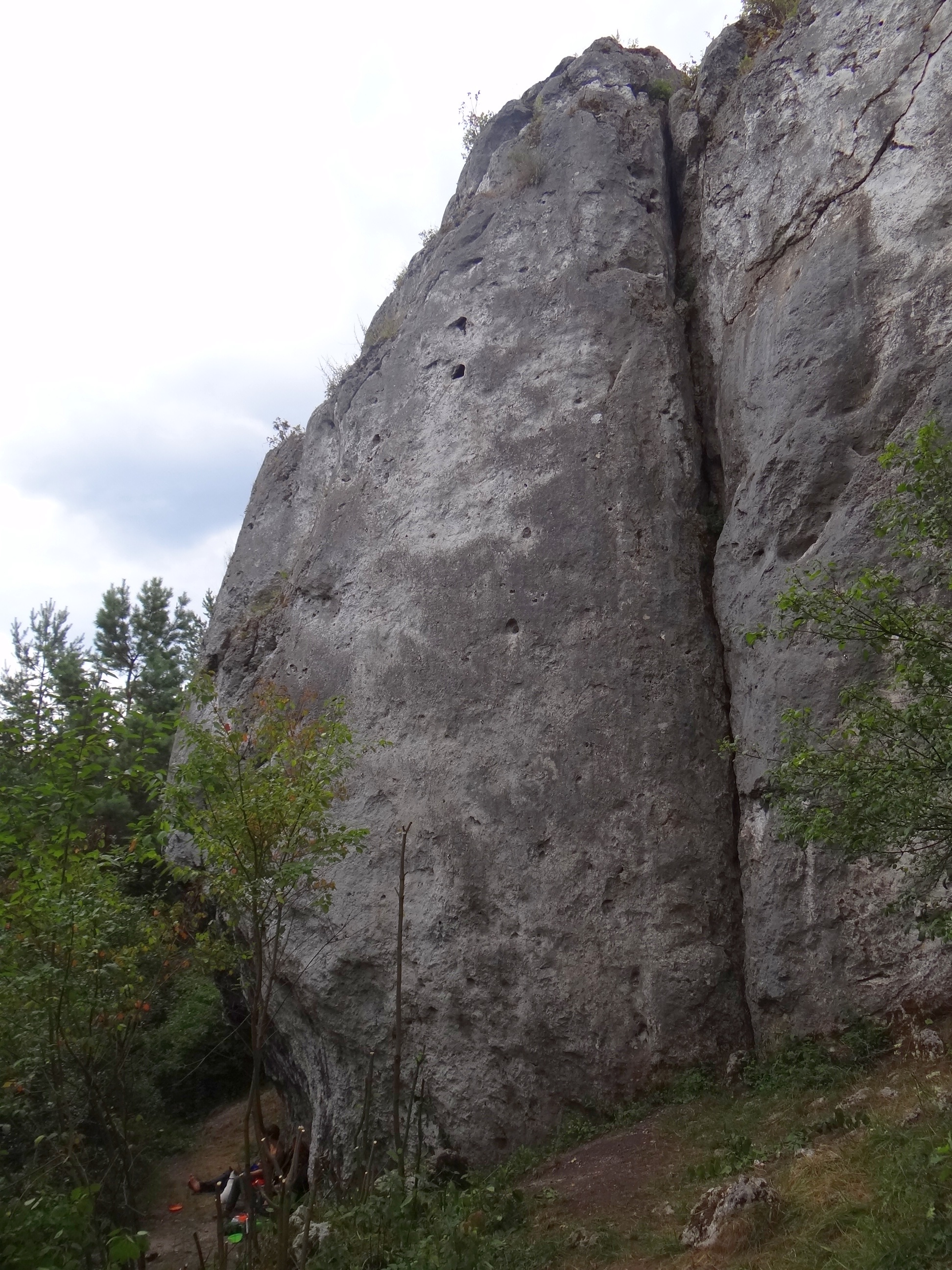

## Drogi wspinaczkowe
1. Rusałka poranna VI.3/4+, 3s, 12 m
2. Bez nazwy V+, 1r, 12 m
3. Bez nazwy II, 12 m
4. Życie po pięćdziesiątce V-, 4r + st, 12 m
5. Życie przed pięćdziesiątką VI.2, 4r + st, 12 m
6. Rysa przez Solidarność VI.3, 5r + st, 12 m
7. Ten years after VI.5+, 5r + st, 12 m
8. Mandolina ogiera VI.4, 4r + st, 12 m
9. Gnom mój przyjaciel VI.4, 4r + st, 12 m
10. Większy kawałek świata VI.4/4+, 6r + st, 12 m
11. Taniec wędkarza VI.4+/5, 4r + st, 12 m
12. Wielka ryba VI.1+, 5r + st, 12 m
13. Komin Solidarności V, 12 m
14. Lewa droga Wolfa VI.1, 4r + st, 12 m
15. Prawa droga Wolfa VI.4, 3r + st, 12 m
16. Kanibalizm jesieni VI.4/4+, 4r + rz, 12 m
17. Zapomniane ścieżki VI.2+/3, 4r + st, 12 m[1].